# Olsza rombolistna
Olsza rombolistna (Alnus rhombifolia) – gatunek drzew należący do rodziny brzozowatych. Występuje w zachodniej części Stanów Zjednoczonych na skalistych brzegach strumieni oraz na przyległych stokach.

## Morfologia
PokrójDrzewo, często wielopniowe do 35 m wysokości o szeroko rozpostartej koronie.
PieńO gładkiej, jasnoszarej korze, z wiekiem spękanej i ciemniejącej.
LiścieSkrętoległe, eliptyczne i rombowate o długości 4–9 cm i szerokości 2–5 cm, o nasadzie zbiegającej lub zaokrąglonej, o brzegach piłkowanych, ostro zakończone lub stępione. Od spodu owłosione.
KwiatyKotki męskie pojedyncze lub zebrane po kilka, o długości 3-10 cm. Kwiaty z 2 lub 4 pręcikami. Kotki żeńskie pojedyncze lub zebrane po kilka, owalne lub wałeczkowate o długości do 2,2 cm i średnicy do 1 cm.
OwoceWąsko oskrzydlony orzeszek.